# ام‌وی اومجا
ام‌وی اومجا (به انگلیسی: MV Umoja) یک کشتی بود که طول آن ۹۱٫۷۵ متر (۳۰۱ فوت) بود. این کشتی در سال ۱۹۶۵ ساخته شد.